# Acta dermato-venereologica
Acta dermato-venereologica är en tidskrift inom dermatologi och venerologi som getts ut sedan 1920.
Vid starten 1920 redigerades tidskriften av professor Johan Almkvist under redaktionell medverkan av fackkolleger från Norge, Finland, Nederländerna och Tjeckoslovakien.

## Redaktörer
- Johan Almkvist, 1920-1936
- Sven Hellerström, 1936-1969
- Nils Thyresson, 1970-1987
- Lennart Juhlin, 1988-1998
- Anders Vahlquist, 1999-2017
- Artur Schmidtchen, 2018